# Мэлоун, Карл
Карл Э́нтони Мэло́ун (англ. Karl Anthony Malone; 24 июля 1963, Саммерфилд, штат Луизиана) — американский баскетболист, игравший на позиции тяжёлого форварда. Первые 18 сезонов в Национальной баскетбольной ассоциации Мэлоун отыграл за клуб «Юта Джаз», где с Джоном Стоктоном сформировал один из самых успешных дуэтов в лиге. Разыгрывая пик-н-ролльные комбинации, дуэт стал одной из самых грозных атакующих сил НБА 90-х. Вместе они провели на площадке 1 412 игр регулярного сезона. Большинство очков Мэлоуна набраны после точных передач Стоктона. Последний сезон в карьере он провёл в «Лос-Анджелес Лейкерс».
По окончании школы Мэлоун поступил в Луизианский технологический университет. За три сезона в «Луизиана Тех» он помог команде впервые в истории выйти в турнир NCAA в 1984 году. В 1985 году он был выбран на драфте НБА под 13 общим номером «Ютой Джаз».
За девятнадцать сезонов в НБА он набрал 36 928 очков, что является третьим показателем в истории НБА, а также установил рекорд лиги по количеству выполненных и забитых штрафных бросков. Является самым возрастным игроком, сделавшим трипл-дабл, в истории регулярных чемпионатов НБА (в возрасте 40 лет и 127 дней). Мэлоун считается одним из лучших тяжёлых форвардов в истории НБА. В 1997 и 1999 годах он становился самым ценным игроком НБА. Он в каждом сезоне в своей карьере выходил в плей-офф и трижды доходил до финала НБА (с «Джаз» в 1997 и 1998 годах и с «Лейкерс» в 2004 году). Мэлоун участвовал в Олимпийских играх 1992 и 1996 годов, где завоевал золотые медали. За свои заслуги Карл Мэлоун был введён в Зал славы баскетбола 13 августа 2010 года.

## Биография
Карл Мэлоун родился в Саммерфилде (штат Луизиана). В семье Карл был младшим среди девяти детей. Детство провёл на ферме вместе с матерью Ширли. Когда Мэлоуну исполнилось три года, его отец, Шедрик Хэй, ушёл из семьи и женился на другой женщине, а позже покончил жизнь самоубийством. В детстве Мэлоун часто работал на ферме, рубил деревья, охотился и рыбачил. В 1975 году его мать вышла замуж за Эда Тёрнера. Он учился в местной саммерфилдской средней школе. Благодаря Мэлоуну, школьная команда его родного городка с населением всего 400 человек три года подряд с 1979 по 1981 год становилась чемпионом штата Луизиана. Карл в среднем за игру набирал 28,3 очка и делал 12,3 подбора. Хотя ему предлагали учёбу в арканзасском университете, Мэлоун решил пойти учиться в луизианский технологический университет, который находился ближе к его дому. Свой выбор он объяснил так: «Я хотел остаться рядом с домом, потому что я парень из маленького городка, который хочет быть рядом со своими друзьями и родными». На втором году обучения он был включён в состав баскетбольной команды университета, где его тренером стал Энди Руссо. Мэлоун выделялся своей физической силой и уже на первой тренировке сломал баскетбольный щит, а позже и тренажёр в спортивном зале. В своём дебютном сезоне он в среднем за игру набирал 20,9 очка, а его команда закончила чемпионат с результатом 19-9. На втором году в команде Мэлоун в среднем за игру набирал 18,7 очка и делал 9,3 подбора. «Бульдогс» завершили сезон с результатом 26-7, завоевали титул чемпионов Southland Conference и впервые в истории университета попали в турнир NCAA. В первом раунде он привёл команду к победе над университетом Фресно, а его слэм-данк был показан по всем общенациональным каналам. Сезон 1984/85 «Луизиана Тех» закончил с результатом 29-3, что стало лучшим результатом в Southland Conference и позволило опять попасть в турнир NCAA. В турнире «Бульдогс» вылетели на стадии 1/16 финала (англ. Sweet 16). За три года выступления в команде Мэлоун каждый год выбирался в команду всех звёзд конференции и стал шестым в истории университета по результативности. Хотя скауты многих клубов НБА советовали ему остаться ещё на год в университете, Мэлоун решил выставить свою кандидатуру на драфте НБА 1985 года.

## Карьера в НБА

### Первые годы в команде (1985—1987)
Карл Мэлоун был выбран на драфте НБА 1985 года клубом «Юта Джаз» в первом раунде под 13 номером. Такой невысокий выбор объясняется тем, что Мэлоун не попал в состав олимпийской сборной США 1984 года, а также тем, что незадолго до драфта среди селекционеров клубов появился слух, что он — мрачнейший тип. В своём дебютном сезоне под руководством тренера Френка Лейдена Мэлоун в среднем за игру набирал 14,9 очка и делал 8,9 подбора за что был выбран в первую сборную новичков и занял третье место в голосовании за звание новичка года. 14 января 1986 года его клуб победил «Хьюстон Рокетс» со счётом 105:102 и прервал победную серию «Рокетс» из 20 игр. В той игре Мэлоун набрал 29 очков, а также смог реализовать четыре штрафных броска за несколько минут до конца матча, что позволило его команде сравнять счёт 96:96. Третий сезон подряд «Джаз» смогли выйти в плей-офф, но проиграли уже в первом раунде клубу «Даллас Маверикс». В четырёх играх плей-офф Мэлоун набирал в среднем за игру 20 очков и делал 8,9 подбора. После второго сезона в команде Мэлоун стал лидером клуба по средней результативности (21,7 очка), а во второй половине сезона он стал самым результативным игроком команды. «Джаз» в сезоне одержали на 2 победы больше, чем в предыдущем, вышли в плей-офф, где опять проиграли в первом раунде.

### Лидер команды (1987—1996)
К сезону 1987/88 Мэлоун вместе с Джоном Стоктоном организовали один из самых успешных дуэтов лиги: Карл был на острие атаки, а Джон его ассистентом. В сезоне 1987/88 Мэлоун в среднем за игру набирал 27,1 очка и в первый раз был приглашён на матч всех звёзд НБА и включён во вторую сборную всех звёзд. Этот матч всех звёзд стал первым из последующих четырнадцати подряд игр, в которых участвовал Мэлоун. В своём первом матче Мэлоун стал самым результативным игроком Западной конференции, набрав 22 очка. «Джаз» по итогам сезона заняли третье место в Среднезападном дивизионе и обыграли в первом раунде плей-офф «Портленд Трэйл Блэйзерс». Но уже в следующем раунде «Джаз» были вынуждены уступить в семи играх действующему чемпиону «Лос-Анджелес Лейкерс», в составе которого были Мэджик Джонсон и Карим Абдул-Джаббар. В седьмой игре серии Мэлоун набрал 31 очко и сделал 15 подборов, однако «Лейкерс» одержали победу со счётом 109:98. В 11 играх плей-офф Мэлоун в среднем за игру набирал 29,7 очка и делал 11,8 подбора.
В межсезонье 1988 года Мэлоун подписал 10-летний контракт с «Джаз» на сумму 18 млн долларов. В декабре в команду пришёл новый тренер — Джерри Слоун, а бывший тренер Лэйден стал президентом клуба. В сезоне 1988/89 Мэлоун в среднем за игру набирал 29,1 очка, что стало вторым результатом в чемпионате (лучше показатель был только у Майкла Джордана), а также делал 10,7 подбора — четвёртый показатель в лиге. В матче всех звёзд НБА он набрал 28 очков и сделал 9 подборов и 3 передачи и получил титул самого ценного игрока матча. «Джаз» закончили чемпионат с результатом 51-31, но не прошли в плей-офф дальше первого раунда. За свои успехи Мэлоун впервые в своей карьере был включен в первую сборную всех звёзд.
В сезоне 1989/90 Мэлоун ещё больше увеличил свою результативность, набирая в среднем за игру 31 очко и делая 11,1 подбора. 27 января 1990 года Мэлоун провёл самую результативную игру в своей карьере, набрав 61 очко, а его клуб обыграл «Милуоки Бакс» со счётом 144:96. Во время матча он попал 21 раз из 26 бросков с игры, а также реализовал 19 из 23 штрафных бросков. Этот показатель стал лучшим для «Джаз» с момента переезда клуба из Нового Орлеана. Хотя Мэлоун снова был выбран для участия в матче всех звёзд, из-за травмы лодыжки он был вынужден пропустить его. Мэлоун был самым результативным игроком клуба в последних 24 из 26 игр сезона, несколько раз набирая более 45 очков. «Джаз» завершили сезон с результатом 55-27. В плей-офф его команда уступила «Финикс Санз» в пяти играх. Мэлоун в среднем за игру набирал по 25,2 очка и делал 10,2 подбора. Второй сезон подряд он занял второе место среди самых результативных игроков лиги.
Сезон 1990/91 «Джаз» начали не очень хорошо — 7-8, однако провели хороший отрезок в январе и феврале 21-9. В матче всех звёзд Мэлоун набрал 16 очков и сделал 11 подборов, а в регулярном чемпионате он в среднем за игру набирал по 29 очка и делал 11,8 подбора. Он стал одним из четырёх игроков «Джаз», набиравших в среднем за игру по итогам сезона дабл-дабл (кроме него дабл-дабл набирали Джефф Мэлоун, Стоктон и Тарл Бэйли). В плей-офф «Джаз» в четырёх играх обыграли «Санз», но проиграли «Трэйл Блэйзерс» во втором раунде. Мэлоун в третий раз подряд был выбран в состав сборной всех звёзд НБА. Также как и в предыдущих сезонах, Мэлоун стал вторым по результативности в лиге, набирая в среднем за игру 28 очков. В пяти играх сезона он набирал более 40 очков. Несмотря на свои успехи и достижения, Мэлоун часто грубо фолил на своих оппонентах. 14 декабря 1991 года в игре против «Детройт Пистонс» Карл ударил локтем Айзея Томаса. В результате, Айзея наложили более 40 швов, а НБА отстранило Мэлоуна на одну игру (без оплаты) и оштрафовала на 10 000 долларов. Сезон 1991/92 стал переломным для «Джаз». Клуб впервые в своей истории смог выйти в финал Западной конференции, где снова проиграл «Трэйл Блэйзерс» в шести играх.

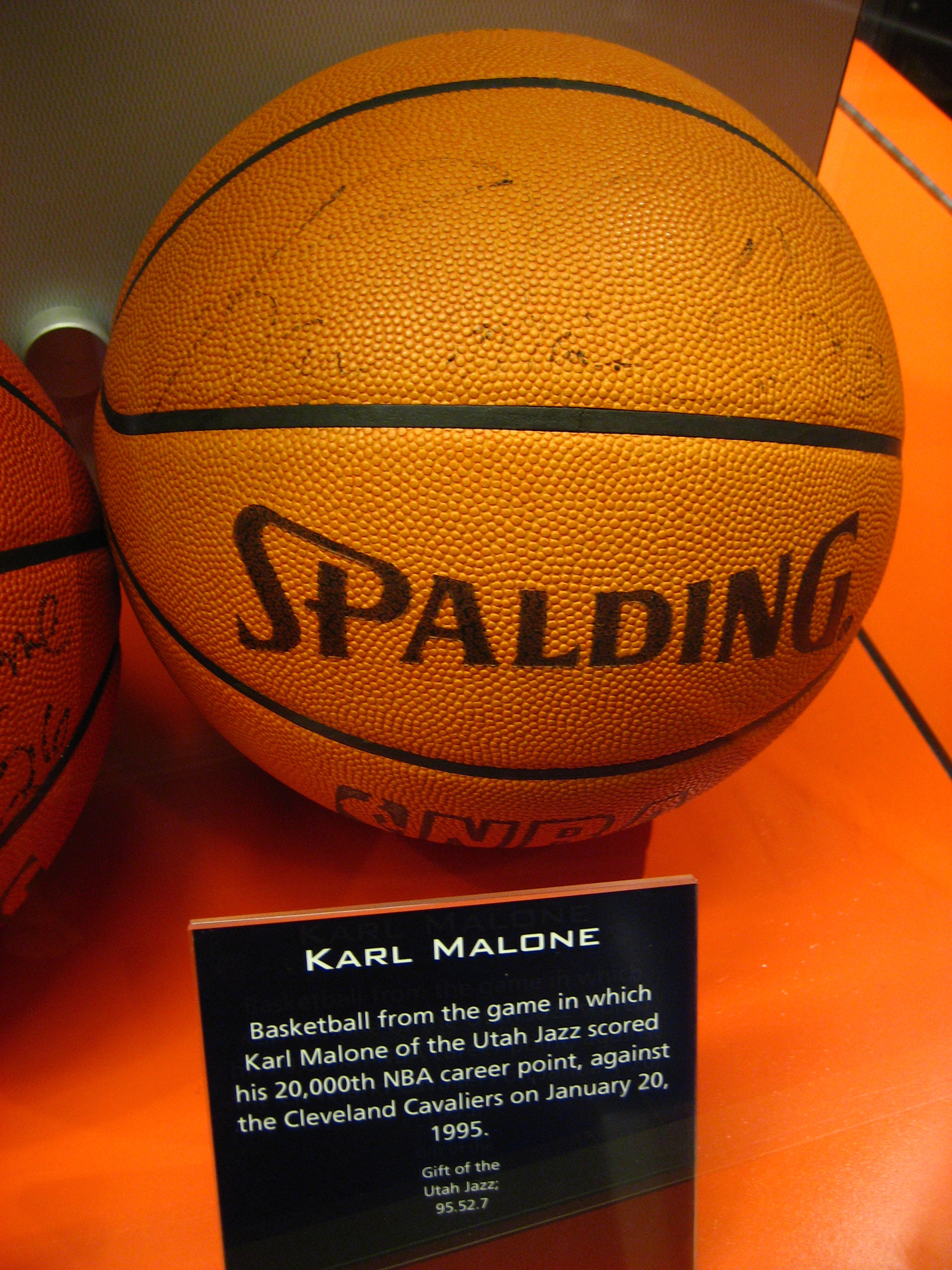
Мяч, которым Мэлоун набрал 20 000 очко в своей карьере

В 1990-х годах Мэлоун продолжил показывать хорошую игру, набирая более 25 очков в среднем за игру и делая около 10 подборов. После Олимпийских игр 1992 года, на которых он помог национальной сборной завоевать золотые медали, Мэлоун стал высказываться против Мэджика Джонсона. Джонсон, завершивший карьеру в 1991 году и у которого недавно диагностировали ВИЧ, собирался вернуться в НБА. Несмотря на поддержку Джонсона олимпийской сборной и игроками «Лос-Анджелес Лейкерс», Мэлоун был против его возвращения, что привело к введению НБА ряд мер предосторожности. 4 февраля 1993 года в игре против «Лейкерс» Мэлоун набрал 16 000 очко в своей карьере. В этом же году он и его партнёр по команде Джон Стоктон разделили титул самого ценного игрока матча всех звёзд. В победной для Запада игре со счётом 135:132 Мэлоун набрал 28 очков и сделал 10 подборов.
В сезоне 1993/94 Мэлоун вышел на паркет во всех 82 играх сезона и помог клубу опять дойти до финала Западной конференции. В своём девятом сезоне в НБА он стал самым результативным игроком команды (25,2), лидером по подборам (11,5) и блок-шотам (126). Его процент попаданий составил 49,7 % и он отыграл за сезон 3329 минут — второй показатель в лиге после Лэтрелла Спрюэлла, сыгравшего 3533 минуты. 29 марта 1994 года Мэлоун сделал рекордные в своей карьере 23 подбора за игру, однако это не помогло «Джаз», которые проиграли «Голден Стэйт Уорриорз» со счётом 116:113. Мэлоун попал всего 8 раз из 29 попыток и после матча так прокомментировал свою игру: «Мои подборы не будут в завтрашних заголовках…В завтрашних заголовках будет о том, сколько лёгких бросков я не попал». В финале конференции «Джаз» проиграли будущему чемпиону «Хьюстон Рокетс» в пяти играх. Несмотря на высокую результативность Мэлоуна и хорошую игру Стоктона, «Джаз» ничего не смогли противопоставить центровому «Рокетс» Хакиму Оладжьювону.
В сезоне 1994/95 «Юта Джаз» впервые в своей истории выиграли 60 игр. Клуб также выиграл подряд 15 игр на выезде, что стало лучшим показателем в истории клуба и вторым в лиге. Мэлоун, набиравший 26,7 очка за игру, стал четвёртым в списке самых результативных игроков. 20 января 1995 года он стал 19 игроком в истории НБА, набравшим 20 000 очков. В играх плей-офф «Джаз» опять проиграли «Рокетс», на этот раз в первом раунде. 13 января 1996 года Мэлоун продлил контракт с «Джаз». В сезоне 1995/96 Мэлоун вместе с клубом дошли до финала конференции, где встретились с «Сиэтл Суперсоникс». Проигрывая по ходу серии 3-1 «Джаз» сумели сравнять счёт, но проиграли в решающей игре и не попали в финал НБА.

### Выход в финал НБА (1996—1998)
После возвращений с Олимпийских игр 1996 года, где Мэлоун завоевал вторую золотую медаль, он два года подряд выводил «Джаз» в финал НБА. В сезоне 1996/97 «Джаз» закончили чемпионат с результатом 64-18 — лучший результат в истории клуба. За свои достижения Мэлоун получил титул самого ценного игрока. В играх плей-офф «Джаз» обыграли «Лос-Анджелес Клипперс», потом победили «Лос-Анджелес Лейкерс» и встретились в финале конференции с «Хьюстон Рокетс», за который выступали Хаким Оладжьювон, Чарльз Баркли и Клайд Дрекслер. «Джаз» обыграли «Рокетс» в шести играх и впервые в истории вышли в финал НБА, где им противостояли «Чикаго Буллз» с Майклом Джорданом. Первые две игры в «Юнайтед-центре» выиграли «Буллз». В первой игре Мэлоун промахнулся, исполняя два штрафных за 9,2 секунды до конца матча при равном счёте, чем воспользовались «Буллз» и благодаря броску Джордана выиграли поединок. Во втором матче Мэлоун смог попасть с игры всего 6 из 20 раз и набрал 20 очков. После переезда в «Дельта-центр», «Джаз» выиграли два раза подряд, а Мэлоун набирал 37 и 23 очка. В четвёртой игре победу «Джаз» принёс бросок Карла на последних секундах. Последующие две игры выиграли «Буллз» и завоевали чемпионский титул.
В следующем сезоне «Джаз» опять доминировали в Западной конференции и закончили чемпионат с результатом 62-20 — лучшим результатом в лиге. Мэлоун в среднем за игру набирал 27 очка и лишь немного уступил Майклу Джордану в голосовании за титул самого ценного игрока. В играх плей-офф «Джаз» победили «Рокетс», «Спёрс» и «Лейкерс» и второй раз подряд вышли в финал, где опять встретились с «Буллз». На этот раз первую игру выиграли «Джаз» со счётом 88:85, а Мэлоун набрал 21 очко. Такая невысокая результативность объяснялась тем, что игроки «Буллз», Деннис Родман и Скотти Пиппен, плотно опекали форварда «Джаз». В пятой игре серии Мэлоун набрал 39 очков, что позволило его команде одержать победу 83-81 в Чикаго. В игре Карл попал 17 из 27 попыток, сделал 9 подборов, 5 передач и 1 перехват. Многие из его бросков были сделаны со средней дистанции в прыжке с разворотом.
Шестая игра серии проходила на домашней площадке «Джаз», «Дельта-центре». «Буллз» вели в серии 3-2 и были за один шаг от победы. В матче Мэлоун набрал 31 очко и сделал 11 подборов. Несмотря на то, что «Джаз» вели в счёте 49:45 после первой половины и 66:61 после третьей четверти, команда растеряла своё преимущество в последней четверти и проиграла. За 18,9 секунды до конца игры «Джаз» лидировали со счётом 86:85. Джордан выбил мяч из рук Мэлоуна и за 5,2 секунды до конца вывел «Буллз» вперёд. В оставшееся время Стоктон не попал решающий мяч и «Джаз» проиграли. Бросок Джордана в этой игре считается одним из «величайших» в его карьере.

### Последние сезоны в «Джаз» (1998—2003)
В укороченном из-за локаута сезоне 1998/99 Мэлоун второй раз в карьере стал самым ценным игроком регулярного чемпионата, а «Джаз» завершили сезон с результатом 37-13. В плей-офф клуб дошёл до второго раунда, где проиграл «Портленд Трэйл Блэйзерс». Выиграв первую игру, «Джаз» проиграли последующие три. В пятой игре, одержав победу со счётом 88:71, смогли сократить отставание. В матче игроки обеих команд отличились жёсткой игрой, множеством технических фолов, ударами локтей и словесными перепалками. В одном из эпизодов Мэлоун сильно ударил локтем Брайана Гранта (также как и в первой игре серии, за что его тогда оштрафовали на 10 000 долларов). В конце игры Грант получил ещё несколько технических фолов за грубую игру и насмешки над Мэлоуном. После чего тренер Портленда начал эмоционально апеллировать к судьям, за что был удалён с площадки. Несмотря на не очень хорошую игру команды, Мэлоун в своих последних четырёх сезона набирал в среднем по 25,5, 23,2, 22,4 и 20,6 очка за игру. 22 апреля 2000 года Карл Мэлоун стал самым возрастным игроком, набравшим 50 или более очков в матче плей-офф, заодно установив рекорд клуба, а в сезоне 2002/03 он набрал 36 374 очко и стал вторым в списке самых результативных игроков в истории НБА, обогнав Уилта Чемберлена. По окончании сезона он стал свободным агентом, а его многолетний товарищ по клубу Джон Стоктон, с которым они играли вместе с 1984 года и считались одним из лучших атакующих дуэтов в лиги, завершил карьеру. В «Джаз», играя под руководством Джерри Слоуна, Мэлоун с командой почти в каждом сезоне одерживал более 50 побед и регулярно выходил в плей-офф. За 18 лет в команде Карл Мэлоун установил рекорд клуба по количеству сыгранных минут, набранных очков, выполненных штрафных бросков и подборов, а также стал вторым по количеству перехватов, передач и сыгранных игр за клуб.

### Лос-Анджелес Лейкерс (2003—2004)
В 2003 году Мэлоун согласился урезать свою зарплату с 16 млн до 1 млн и перешёл в «Лос-Анджелес Лейкерс» в надежде выиграть в её составе чемпионский титул, единственное достижение, которое он так и не завоевал за свою карьеру. Имея в своём составе четырёх звёздных игроков, Шакила О’Нила, Коби Брайанта, Гэри Пэйтона и Мэлоуна, клуб закончил сезон с результатом 56-26 и завоевал титул чемпиона Тихоокеанского дивизиона. Из-за травмы колена Карл сыграл всего в 42 играх регулярного чемпионата. В плей-офф «Лейкерс» дошли до финала, где проиграли «Детройт Пистонс» в пяти играх. В финальной серии Мэлоун опять травмировал правую ногу и вынужден был первые 4 игры выступать с травмой и пропустить пятую и, как оказалось, последнюю игру серии.

### Завершение карьеры (2004—2005)
После сезона 2003/04 Мэлоун стал свободным агентом. Из-за того, что летом 2004 года он перенёс операцию на колене, а также из-за личных разногласий с лидером команды Коби Брайантом он не переподписал контракт с «Лейкерс». В декабре 2004 года «Нью-Йорк Никс» выказывали заинтересованность в 41-летнем форварде, однако до подписания контракта дело так и не дошло. В феврале 2005 года, перед матчем всех звёзд НБА агент Мэлоуна рассказал, что его клиент может подписать контракт с «Сан-Антонио Спёрс». 13 февраля 2005 года на пресс-конференции в «Дельта-центре», домашней арене «Юты Джаз», Карл Мэлоун официально объявил о завершении своей 19-летней игровой карьеры.

## Выступления за национальную сборную
После Олимпийских игр 1988 года в Сеуле ФИБА разрешила профессиональным баскетболистам выступать за свои национальный сборные. Организация USA Basketball, занимающаяся формированием американской национальной команды, начала формировать состав сборной и 21 сентября 1991 года назвала имена десяти баскетболистов, отобранных для участия в чемпионате Америки. Одним из участников «Команды Мечты» стал Карл Мэлоун.
«Команда Мечты» дебютировала 28 июня 1992 года на чемпионате Америки в Портленде — квалификационном Олимпийском турнире. В первой игре сборная США разгромила Кубу со счётом 136:57. Одержав ещё четыре победы, 5 июля 1992 года американцы обыграли в финале турнира сборную Венесуэлы со счётом 127-80 и завоевали золотые медали. Мэлоун стал вторым в команде по результативности и подбором, набирая в среднем за игру 14,8 очка и делая 5,8 подбора. После победной игры над сборной Венесуэлы, Орегонская национальная гвардия сделала Мэлоуна своим почётным членом.
На Олимпийских играх 1992 года сборная США опять не потерпела ни одного поражения, обыгрывая свои оппонентов с разницей более чем в 43 очка. Мэлоун опять стал одним из лучших игроков команды — третьим по результативности и поделил первое место с Мэджиком Джонсоном по подборам. На Олимпийских играх 1996 года сборная США опять одержала 8 побед и не проиграла ни разу. Карл Мэлоун в среднем за игру набирал 8,4 очка и делал 4,5 подбора и завоевал вторую золотую медаль.
В 2010 году национальная сборная США 1992 года была включена в Зал славы баскетбола имени Нейсмита.

## За пределами площадки

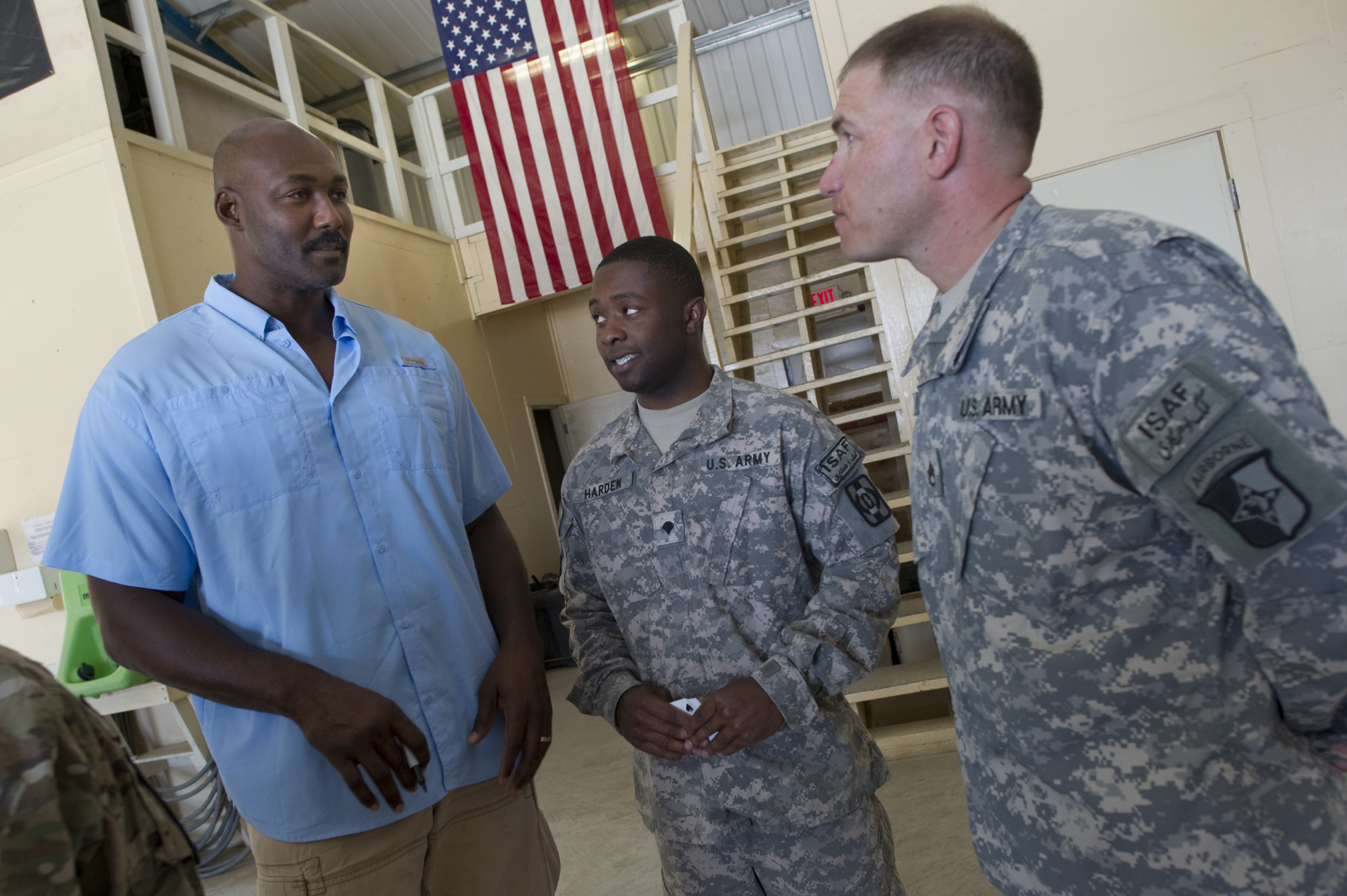
Мэлоун на американской базе в Афганистане

По окончании баскетбольной карьеры Мэлоун занялся бизнесом. Ему принадлежит фирма по продаже автомобилей рядом с Солт-Лейк-Сити Karl Malone Toyota и лесозаготовительная компания в Луизиане. В 2008 году после урагана Катрина он вместе со своими рабочими и оборудованием приезжал в Паскагула, чтобы помочь местным жителям расчищать завалы. Мэлоуну также принадлежит три автомобильных сервисных центра Jiffy lube и ряд ресторанов. 31 мая 2007 года Мэлоун занял должность директора по продвижению баскетбола и ассистента тренера по физической подготовки в его альма-матер луизианском технологическом университете. Он также внёс пожертвование в размере 350 000 долларов. На 300 000 на домашней арене «Луизиана Тех Бульдогс» «Thomas Assembly Center» был уложен новый паркет, такой же как на аренах НБА. За его помощь, руководство университета назвало баскетбольную площадку в его честь (англ. Karl Malone Court). Ещё 50 000 долларов пошло на волейбольную программу университета. Он также пожертвовал 100 000 долларов на тренажёрный зал университета, а также купил форму и обувь для баскетбольных команд его родной школы. В 1997 году Мэлоун вместе с женой основали фонд Karl Malone Foundation, который занимается помощью детям, а также пожертвовал 200 000 долларов индейцам Навахо. В 1998 году он получил приз имени Генри Айба, который вручается спортсменам, помогающим другим.

### Личная жизнь
24 декабря 1990 года Мэлоун женился на победительнице конкурса красоты Мисс Айдахо США 1988 Кей Кинсли. У пары родилось четверо детей: дочь Кэдди (род. в 1991 году), дочь Кайли (род. в 1992 году), сын Карл-младший (род. в 1995 году) и дочь Карли (род. в 1998 году). Карл-младший играет на позиции левого полузащитника в футбольной команде школы Cedar Creek в Рустоне (штат Луизиана). Мэлоун вместе со своей семьёй проживает в Рустоне (штат Луизиана).
В 1998 году две жительницы Саммерфилда подали иски против Мэлоуна, утверждая, что он является отцом их детей. Бонита Форд, бывшая подруга Карла, родила от него двух близнецов Дэрил и Шерил Форд по окончании школы, а Глория Белл родила сына Деметресса Белла в возрасте 13 лет (Мэлоун на тот момент учился на втором курсе университета).
Газета Tribune подтвердила, что в деле Белл судья подтвердил отцовство Мэлоуна, основываясь больше не на доказательствах, а на том, что Мэлоун никак не отреагировал на иск. Однако газета также рассмотрела документы по делу одним из которых был тест крови, который показал, что на 99 % отцом ребёнка является Карл Мэлоун или его брат. В случае Форд, тесты также показали высокую вероятность того, что отец близнецов Мэлоун. По данным Tribune, Мэлоун оспорил решение суда по иску Белл, согласно которому он был вынужден выплачивать по 125 долларов в неделю, а также возместить прошлые и будущие медицинские расходы. В итоге иск был решён обоюдным согласием двух сторон на конфиденциальных условиях. В деле Форда Мэлоун также был признан отцом, когда отказался проходить ДНК тест. Этот иск также был урегулирован во внесудебном порядке.
Осенью 1998 года Мэлоун официально признал своё отцовство над близнецами Форд и его жена Кей публично заявила, что они будут частью семьи Мэлоуна. С тех пор Карл Мэлоун восстановил отношения с близнецами, которые позже выступали за баскетбольную команду луизианского технологического университета. Шерил Форд стала профессиональной баскетболисткой и выступала за клуб Женской национальной баскетбольной ассоциации «Детройт Шок», а также завоевала титул чемпиона WNBA в 2003 году (Мэлоун в этом году провёл свой последний сезон в НБА, однако не смог завоевать чемпионский титул НБА с «Лейкерс») и бронзовые медали на чемпионате мира 2006 года. С Деметрессом Беллом Мэлоун не поддерживает никаких отношений. В настоящее время он выступает за клуб Национальной футбольной лиги «Филадельфия Иглз». В 2008 году The Buffalo News сообщили, что единственная встреча Белла и Мэлоуна произошла после окончания Деметрессом школы. По словам Белла, Мэлоун сказал ему тогда, что «слишком поздно» для них строить отношения отца и сына.
Мэлоун заядлый рыбак и охотник. Ему принадлежит летний домик возле реки Кенай на Аляске. В июле 1998 года он вместе со своими одноклубниками Крисом Моррисом и Брионом Расселлом и членами семьи участвовал в четырёхдневном рыбацком туре по Аляске. Он состоит в Национальной стрелковой ассоциации США и выступает за права граждан на хранение и ношение огнестрельного оружия.

### Карьера в рестлинге и кино
В 1998 году Карл Мэлоун и Деннис Родман принимали участие в шоу «Bash at the Beach» федерации рестлинга World Championship Wrestling. В матче Мэлоун вместе со своим другом Даймонд Далласом Пэйджем противостояли команде Родмана и Халка Хогана. В бою, который длился 23 минуты, два тяжёлых форварда обменялись несколькими простейшими захватами и бросками. Матч был отрицательно воспринят зрителями, которые кричали «скучно» и раскритикован обозревателями.
Мэлоун снялся в нескольких фильмах и сериалах. В 1998 году он снялся в эпизодических ролях в сериалах «Солдаты удачи» и «Детектив Нэш Бриджес», а в 2004 году в фильмах «Улётный транспорт» и «После заката».

### Политика
В 2004 году Мэлоун внес 4000 долларов в избирательную кампанию президента США Джорджа Буша и 2000 долларов в кампанию Лизы Меркауски, представителя республиканской партии от Аляски, баллотировавшейся в Сенат США. В 2002 году он внёс 1000 долларов в кампанию Джима Матесона, представителя демократической партии от Юты. В марте 2009 года он появился на ток-шоу Hannity на канале Fox News. Он высказался в поддержку фермеров штата Луизиана, которые могли потерять работу в результате закрытия фабрик Pilgrim’s Pride в штате.

## Характеристика игрока и наследие

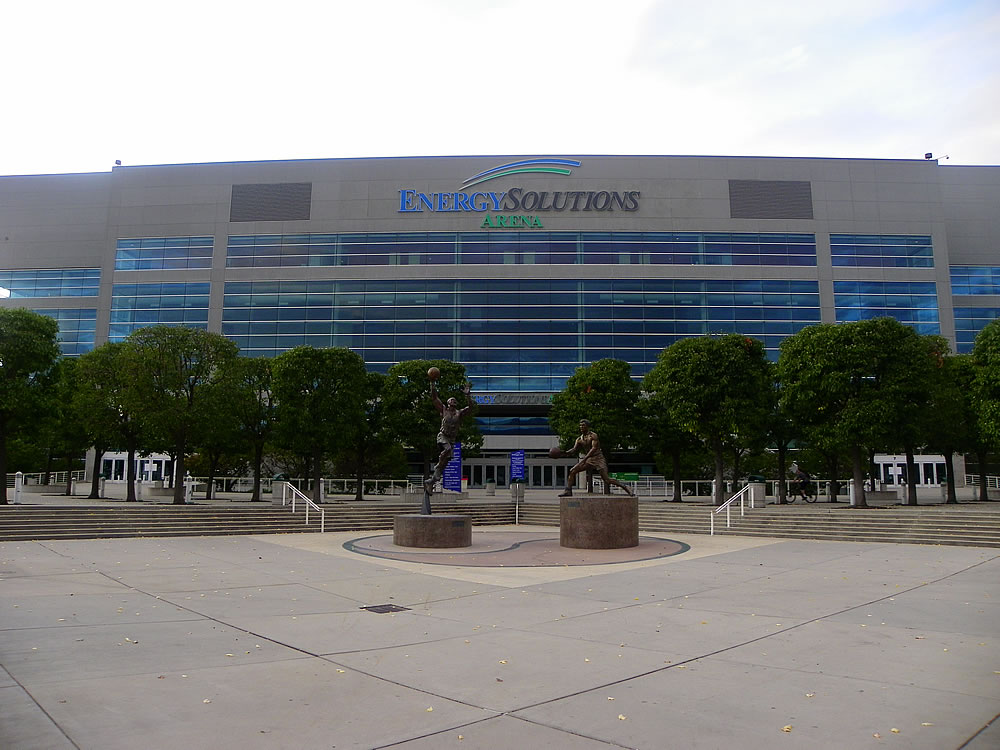
Статуя Мэлоуна и Стоктона перед домашней ареной «Юты Джаз»

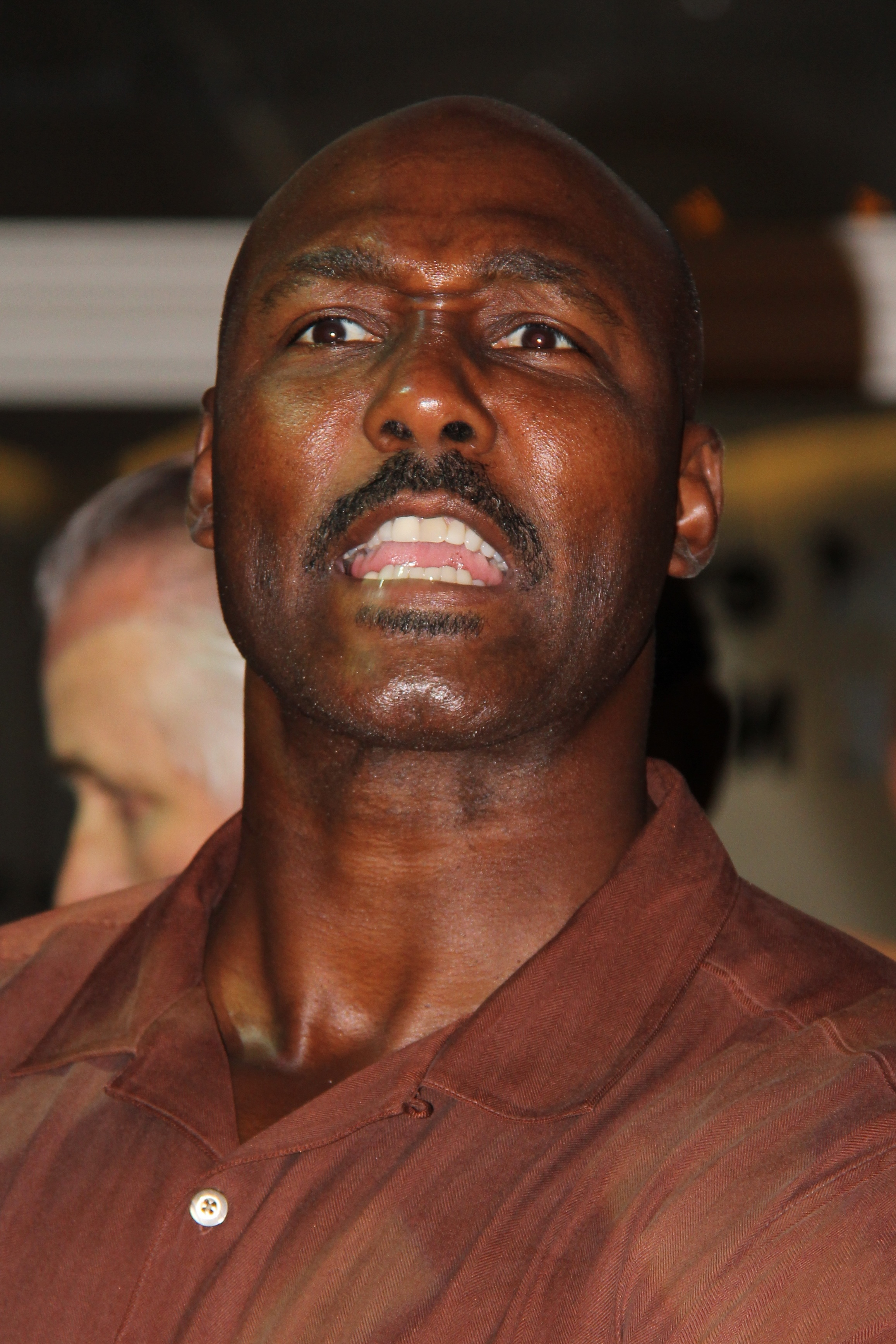
Карл Мэлоун на церемонии введения в Зал славы баскетбола

Карл Мэлоун считается одним из лучших тяжёлых форвардов в истории НБА. За свою результативную игру в атаке, скорость и точность он получил прозвище «Почтальон» (англ. The Mailman). Он дважды получал титул самого ценного игрока регулярного чемпионата, 11 раз выбирался в первую сборную всех звёзд и трижды в сборную всех звёзд защиты. За 19 сезонов в НБА Мэлоун сыграл 1476 игр (4-й показатель в истории НБА) из которых он 1471 раз выходил в стартовом составе (рекорд НБА, после своего дебютного сезона никогда не выходил со скамейки запасных), набрал 36 928 очков (третий результат в истории), а его процент попадания составил 51,6 %. Такой высокий процент объясняется тем, что они со Стоктоном часто разыгрывали комбинацию «pick-and-roll», его физическая сила позволяла переигрывать большинство форвардов, а скорость позволяла уходить в быстрые прорывы. Мэлоун за карьеру в среднем за игру делал 10,1 подбора и 1,41 перехвата. Со своим товарищем по команде Джоном Стоктоном Карл выходил на площадку 1412 раз, что является рекордом НБА.
Мэлоун в семи сезонах становился лидером лиги по количеству выполненных штрафных бросков, а также ему принадлежит рекорд НБА по количеству забитых штрафных бросков за карьеру. Его ритуал перед выполнением штрафного броска стал одним из самых известных в НБА: перед броском он примерно 18 секунд вертел в руках мяч, нашёптывая себе что-то. Его работа над собой хорошо демонстрируется процентом попадания со штрафной линии. Он смог поднять процент реализации штрафных бросков с менее 50 % в дебютном сезоне до более чем 75 % через несколько лет. Будучи одним из самых физически сильных игроков в НБА, он в то же время обладал невероятной скоростью и ловкостью для своих размеров. Он обладал сильными ногами, которые позволяли ему мгновенно останавливаться и резко менять направление движения, что позволяло ему открываться и получать пасс. Он был физически крепким защитником и хорошо играл в подборе. Мэлоун также отличался крепким здоровьем — за первые 13 сезонов в НБА он пропустил всего 5 игр. Даже с возрастом, когда ему исполнилось 40 лет и он был самым возрастным игроком чемпионата, он продолжал показывать высокий уровень игры, набирая трипл-даблы, выходя в стартовом составе во всех играх и проводя на площадке более 40 минут. Сам он говорил: «Я хочу играть все 48 минут. Я не хочу, чтобы кто-то выходил вместо Карла Мэлоуна».
Карл Мэлоун считается одним из наиболее грубых игроков. Он занимает второе место в истории НБА по количеству полученных фолов (4578). Под кольцом он яростно работал локтями, часто ударяя своих соперников по лицу, ребрам или спине. В борьбе за более выгодную позицию он мог исподтишка ударить соперника, спровоцировав того на ответную грубость и заработать штрафные броски. Один из самых грубых эпизодов в его карьере произошёл 14 декабря 1991 года в игре против «Детройт Пистонс». Пытаясь заблокировать прыжок Айзеи Томаса, Мэлоун в прыжке ударил того локтем в лицо. В результате Томасу наложили 40 швов над правым глазом, а Карла отстранили на 1 игру и оштрафовали на 10 000 долларов. Хотя игроки «Пистонс» утверждали, что фол был преднамеренный, сам Мэлоун отрицал эти обвинения. За свою грубую игру он не раз критиковался баскетболистами. Так Ленни Уилкенс однажды сказал ему: «Ты мастер в преднамеренной грубости, ты не мужик, не настоящий тяжёлый форвард. Ты всегда бьешь тех, кто меньше тебя, это твоя игра… Я не уважаю тебя». Игрок «Индианы Пэйсерс» Чак Персон также высказывался, что Мэлоун «не мужик». Карлу Мэлоуну принадлежит ещё один антирекорд НБА: наибольшее количество потерь за карьеру (4524). Хотя многие считали его прирождённым снайпером, некоторые предполагали, что он стал таким лишь благодаря своему трудолюбию. Поэтому не обладая психологией снайпера в концовках напряжённых матчей он может дрогнуть. Так и случилось, например, в финальных сериях 1997 и 1998 годах, когда он допустил ряд ошибок на последних минутах, что привело его команду к поражениям. Не забил Карл и решающий бросок на последних секундах решающего матча в серии 2001 года с «Далласом», который «Юта» проиграла 83:84.
В «Юте Джаз» Мэлоун выступал под номером 32 и по завершении его карьеры, 23 марта 2006 года клуб закрепил этот номер за ним и вывел из обращения. Перед входом домашней ареной «Джаз» «Энерджи Солюшн-арена» была установлена бронзовая статуя Мэлоуна рядом со статуей Стоктона. Скульптурная композиция изображает комбинацию «pick-and-roll»: Стоктон отдаёт пас, а Мэлоун поражает кольцо. После перехода в «Лос-Анджелес Лейкерс» Мэлоун выходил под номером 11 (номер 32 был закреплён за Мэджиком Джонсоном и, хотя тот разрешил Мэлоуну выступать под ним, тот отказался).
За свои достижения Карл Мэлоун был включён в список 50 величайших игроков в истории НБА в 1996 году, а в 2010 году введён в Зал славы баскетбола.

## Награды и достижения
- Включён в Зал славы баскетбола (2010)[1]
- Олимпийский чемпион 1992 и 1996 годов[11]
- Включён в число 50 величайших игроков в истории НБА в 1996 году[11]
- Самый ценный игрок НБА (1997, 1999)[1]
- 11 раз включался в первую, вторую и третью сборную всех звёзд НБА[1]
- 14 раз участвовал в матчах всех звёзд НБА[1]
- Самый ценный игрок матча всех звёзд НБА (1989 и 1993 вместе со Стоктоном)[1]
- 3 раза включался в сборную всех звёзд защиты[1]
- Выполнил больше всего штрафных бросков в истории НБА[1]
- Лидер НБА по количеству подборов в защите[1]
- Занимает третье место в списке самых результативных игроков в истории НБА после Леброна Джеймса и  Карима Абдул-Джаббара[1]
- Мэлоун занимает 4 место в истории НБА по количеству проведённых игр в лиге — 1476[1]
- Мэлоун отыграл за «Джаз» 1434 игры, что является вторым показателем в истории НБА по количеству матчей, проведённых игроком в одном клубе (Стоктон провёл в «Джаз» 1504 игры)[82]
- Приз IBM за наибольший вклад в успех команды (1998)[11]
- Мэлоун поставлен на 18 место среди лучших 50 баскетболистов в истории журналом Slam Magazine[83]
- За ним закреплён № 32 в «Юта Джаз» 23 марта 2006 года[81]
- Спортсмен года по версии Salt Lake Chamber of Commerce (1989)[84]

## Заработная плата
| Сезон   | Команда              | Зарплата, долл. |
| 1985/86 | Юта Джаз             | 225 000         |
| 1987/88 | Юта Джаз             | 835 000         |
| 1988/89 | Юта Джаз             | 1 350 000       |
| 1989/90 | Юта Джаз             | 1 800 000       |
| 1990/91 | Юта Джаз             | 2 260 000       |
| 1991/92 | Юта Джаз             | 2 556 000       |
| 1992/93 | Юта Джаз             | 2 854 000       |
| 1993/94 | Юта Джаз             | 3 081 000       |
| 1994/95 | Юта Джаз             | 3 378 800       |
| 1995/96 | Юта Джаз             | 3 676 000       |
| 1996/97 | Юта Джаз             | 4 657 000       |
| 1997/98 | Юта Джаз             | 5 118 578       |
| 1998/99 | Юта Джаз             | 6 142 000       |
| 1999/00 | Юта Джаз             | 14 000 000      |
| 2000/01 | Юта Джаз             | 15 750 000      |
| 2001/02 | Юта Джаз             | 17 500 000      |
| 2002/03 | Юта Джаз             | 19 250 000      |
| 2003/04 | Лос-Анджелес Лейкерс | 1 500 000       |
| Всего   |                      | 105 933 378     |

## Статистика

### Статистика в НБА
| Сезон                                                                                    | Команда | Регулярный сезон | Регулярный сезон | Регулярный сезон | Регулярный сезон | Регулярный сезон | Регулярный сезон | Регулярный сезон | Регулярный сезон | Регулярный сезон | Регулярный сезон | Регулярный сезон | Серия плей-офф | Серия плей-офф | Серия плей-офф | Серия плей-офф | Серия плей-офф | Серия плей-офф | Серия плей-офф | Серия плей-офф | Серия плей-офф | Серия плей-офф | Серия плей-офф |
| Сезон                                                                                    | Команда | GP               | GS               | MPG              | FG%              | 3P%              | FT%              | RPG              | APG              | SPG              | BPG              | PPG              | GP             | GS             | MPG            | FG%            | 3P%            | FT%            | RPG            | APG            | SPG            | BPG            | PPG            |
| ---------------------------------------------------------------------------------------- | ------- | ---------------- | ---------------- | ---------------- | ---------------- | ---------------- | ---------------- | ---------------- | ---------------- | ---------------- | ---------------- | ---------------- | -------------- | -------------- | -------------- | -------------- | -------------- | -------------- | -------------- | -------------- | -------------- | -------------- | -------------- |
| 1985/86                                                                                  | Юта     | 81               | 76               | 30,6             | 49,6             | 0,0              | 48,1             | 8,9              | 2,9              | 1,3              | 0,5              | 14,9             | 4              | 4              | 36,0           | 52,8           | -              | 42,3           | 7,5            | 1,0            | 2,0            | 0,0            | 21,8           |
| 1986/87                                                                                  | Юта     | 82               | 82               | 34,8             | 51,2             | 0,0              | 59,8             | 10,4             | 1,9              | 1,3              | 0,7              | 21,7             | 5              | 5              | 40,0           | 42,0           | -              | 72,2           | 9,6            | 1,2            | 2,2            | 0,8            | 20,0           |
| 1987/88                                                                                  | Юта     | 82               | 82               | 39,0             | 52,0             | 0,0              | 70,0             | 12,0             | 2,4              | 1,4              | 0,6              | 27,7             | 11             | 11             | 44,9           | 48,2           | 0,0            | 72,3           | 11,8           | 1,5            | 1,2            | 0,6            | 29,7           |
| 1988/89                                                                                  | Юта     | 80               | 80               | 39,1             | 51,9             | 31,3             | 76,6             | 10,7             | 2,7              | 1,8              | 0,9              | 29,1             | 3              | 3              | 45,3           | 50,0           | -              | 81,3           | 16,3           | 1,3            | 1,0            | 0,3            | 30,7           |
| 1989/90                                                                                  | Юта     | 82               | 82               | 38,1             | 56,2             | 37,2             | 76,2             | 11,1             | 2,8              | 1,5              | 0,6              | 31,0             | 5              | 5              | 40,6           | 43,8           | 0,0            | 75,6           | 10,2           | 2,2            | 2,2            | 1,0            | 25,2           |
| 1990/91                                                                                  | Юта     | 82               | 81               | 40,3             | 52,7             | 28,6             | 77,0             | 11,8             | 3,3              | 1,1              | 1,0              | 29,0             | 9              | 9              | 42,6           | 45,5           | 0,0            | 84,6           | 13,3           | 3,2            | 1,0            | 1,2            | 29,7           |
| 1991/92                                                                                  | Юта     | 81               | 81               | 37,7             | 52,6             | 17,6             | 77,8             | 11,2             | 3,0              | 1,3              | 0,6              | 28,0             | 16             | 16             | 43,0           | 52,1           | 0,0            | 80,5           | 11,3           | 2,6            | 1,4            | 1,2            | 29,1           |
| 1992/93                                                                                  | Юта     | 82               | 82               | 37,8             | 55,2             | 20,0             | 74,0             | 11,2             | 3,8              | 1,5              | 1,0              | 27,0             | 5              | 5              | 43,2           | 45,4           | 50,0           | 81,6           | 10,4           | 2,0            | 1,2            | 0,4            | 24,0           |
| 1993/94                                                                                  | Юта     | 82               | 81               | 40,6             | 49,7             | 25,0             | 69,4             | 11,5             | 4,0              | 1,5              | 1,5              | 25,2             | 16             | 16             | 43,9           | 46,7           | 0,0            | 73,8           | 12,4           | 3,4            | 1,4            | 0,8            | 27,1           |
| 1994/95                                                                                  | Юта     | 82               | 82               | 38,1             | 53,6             | 26,8             | 74,2             | 10,6             | 3,5              | 1,6              | 1,0              | 26,7             | 5              | 5              | 43,2           | 46,6           | 33,3           | 69,2           | 13,2           | 3,8            | 1,4            | 0,4            | 30,2           |
| 1995/96                                                                                  | Юта     | 82               | 82               | 38,0             | 51,9             | 40,0             | 72,3             | 9,8              | 4,2              | 1,7              | 0,7              | 25,7             | 18             | 18             | 40,3           | 46,9           | 0,0            | 57,4           | 10,3           | 4,4            | 1,9            | 0,6            | 26,5           |
| 1996/97                                                                                  | Юта     | 82               | 82               | 36,6             | 55,0             | 0,0              | 75,5             | 9,9              | 4,5              | 1,4              | 0,6              | 27,4             | 20             | 20             | 40,8           | 43,5           | 50,0           | 72,0           | 11,4           | 2,9            | 1,4            | 0,8            | 26,0           |
| 1997/98                                                                                  | Юта     | 81               | 81               | 37,4             | 53,0             | 33,3             | 76,1             | 10,3             | 3,9              | 1,2              | 0,9              | 27,0             | 20             | 20             | 39,8           | 47,1           | 0,0            | 78,8           | 10,9           | 3,4            | 1,1            | 1,0            | 26,3           |
| 1998/99                                                                                  | Юта     | 49               | 49               | 37,4             | 49,3             | 0,0              | 78,8             | 9,4              | 4,1              | 1,3              | 0,6              | 23,8             | 11             | 11             | 41,0           | 41,7           | 0,0            | 79,1           | 11,3           | 4,7            | 1,2            | 0,7            | 21,8           |
| 1999/00                                                                                  | Юта     | 82               | 82               | 35,9             | 50,9             | 25,0             | 79,7             | 9,5              | 3,7              | 1,0              | 0,9              | 25,5             | 10             | 10             | 38,6           | 52,0           | 100,0          | 81,0           | 8,9            | 3,1            | 0,7            | 0,7            | 27,2           |
| 2000/01                                                                                  | Юта     | 81               | 81               | 35,7             | 49,8             | 40,0             | 79,3             | 8,3              | 4,5              | 1,1              | 0,8              | 23,2             | 5              | 5              | 39,8           | 40,5           | 50,0           | 79,6           | 8,8            | 3,4            | 1,0            | 0,8            | 27,6           |
| 2001/02                                                                                  | Юта     | 80               | 80               | 38,0             | 45,4             | 36,0             | 79,7             | 8,6              | 4,3              | 1,9              | 0,7              | 22,4             | 4              | 4              | 40,8           | 41,1           | 0,0            | 71,4           | 7,5            | 4,5            | 1,3            | 0,8            | 20,0           |
| 2002/03                                                                                  | Юта     | 81               | 81               | 36,2             | 46,2             | 21,4             | 76,3             | 7,8              | 4,7              | 1,7              | 0,4              | 20,6             | 5              | 5              | 38,2           | 40,5           | 0,0            | 73,2           | 6,8            | 4,0            | 1,6            | 0,4            | 19,6           |
| 2003/04                                                                                  | Лейкерс | 42               | 42               | 32,7             | 48,3             | 0,0              | 74,7             | 8,7              | 3,9              | 1,2              | 0,5              | 13,2             | 21             | 21             | 38,0           | 45,0           | 0,0            | 63,0           | 8,8            | 3,4            | 1,1            | 0,1            | 11,5           |
|                                                                                          | Всего   | 1476             | 1469             | 37,2             | 51,6             | 27,4             | 74,2             | 10,1             | 3,6              | 1,4              | 0,8              | 25,0             | 193            | 193            | 41,0           | 46,3           | 16,2           | 73,6           | 10,7           | 3,2            | 1,3            | 0,7            | 24,7           |
| Наведите курсор мыши на аббревиатуры в заголовке таблицы, чтобы прочесть их расшифровку. |         |                  |                  |                  |                  |                  |                  |                  |                  |                  |                  |                  |                |                |                |                |                |                |                |                |                |                |                |

## Статистика в колледже
| 1982/83 | Луизиана Тех Бульдогс | 28 | 31,9 | 20,9 | 0,582 |  | 0,623 | 10,3 | 0,4 | 3,7 | 0,7 | 1,9 | 3,3 |
| 1983/84 | Луизиана Тех Бульдогс | 32 | 31,6 | 18,8 | 0,576 |  | 0,682 | 8,8  | 1,3 | 3,4 | 0,7 | 1,6 | 3,0 |
| 1984/85 | Луизиана Тех Бульдогс | 32 | 28,9 | 28,9 | 0,541 |  | 0,571 | 9,0  | 2,3 | 3,6 | 0,5 | 1,5 | 2,6 |
| Наведите курсор мыши на аббревиатуры в заголовке таблицы, чтобы прочесть их расшифровку. Данные на 30 декабря 2010. |                       |    |      |      |       |  |       |      |     |     |     |     |     |